# Théophile Carlier-Dautrebande
 (janvier 2016).
 Théophile Carlier-Dautrebande, né à Dailly, le 5 mars 1807 et décédé à Bruxelles le 4 avril 1863 fut un homme politique belge francophone libéral.
Il fut médecin et industriel.
Il fut membre du parlement et conseiller provincial de la province de Liège.

## Sources
- Le Parlement Belge 1831-1894. Données Biographiques, Bruxelles, Académie Royale de Belgique, Jean-Luc De Paepe, Christiane Raindorf-Gérard, 1996.